# The Tax Collector
Pour plus de détails, voir Fiche technique et Distribution.
The Tax Collector est un film américain réalisé par David Ayer et sorti en 2020.
Le film reçoit des critiques négatives. Il obtient cependant un succès sur la plupart des plateformes de vidéo à la demande américaines. En raison de la pandémie de Covid-19, il ne connait qu'une sortie limitée en salles. En France, il sort directement en vidéo.

## Synopsis
À Los Angeles, Creeper et David sont deux « collecteurs de taxes » pour le compte du criminel surnommé Wizard. Depuis sa cellule, ce dernier s'enrichit sur les profits criminels de 43 gangs locaux, dont les Bloods. Tout est bien réglé. Mais lorsque Conejo, l'ancien rival de Wizard, revient du Mexique, cela remet tout en cause. Ces problèmes rejaillissent sur David, qui va tenter de protéger sa famille alors que sa fille prépare sa fête des 15 ans.

## Fiche technique
Sauf indication contraire, les informations mentionnées dans cette section peuvent être confirmées par la base de données cinématographiques IMDb,  présente dans la section « Liens externes ».
- Titre original : The Tax Collector
- Réalisation et scénario : David Ayer
- Direction artistique : Christopher Brown et Victor Capoccia
- Décors : Andrew Menzies
- Costumes : Kelli Jones
- Montage : Geoffrey O'Brien
- Musique : Michael Yezerski
- Photographie : Salvatore Totino
- Producteurs : Matthew Antoun, Chris Long et Tyler Thompson
  - Producteurs délégués : Max Adler, Maurice Fadida, Mickey Gooch Jr., Steve Matzkin, Sarah Schroeder-Matzkin, Mark Strome et Todd Williams
- Sociétés de production : Cross Creek Pictures et Cedar Park Entertainment
- Sociétés de distribution : RLJE Films (États-Unis), VVS Films (Canada)
- Pays d'origine :  États-Unis
- Langues originales : anglais, espagnol
- Format : couleur
- Genre : action, thriller, film de gangsters, drame
- Durée : 95 minutes
- Dates de sortie :
  - États-Unis : 30 juillet 2020 (avant-première Vineland Drive-In de Los Angeles)
  - États-Unis : 7 août 2020 (vidéo à la demande / sortie limitée en salles)
  - France : 25 novembre 2020 (directement en vidéo)

## Distribution
- Shia LaBeouf (VF : Jim Redler ; VQ : Hugolin Chevrette-Landesque) : Creeper
- Bobby Soto (VF : Jonathan Amram ; VQ : Kevin Houle) : David Cuevas
- Cinthya Carmona (VF : Anaïs Delva ; VQ : Éloïsa Cervantes) : Alexis Cuevas
- Cheyenne Rae Hernandez (VF : Antonella Colapietro) : Gata
- Cle Shaheed Sloan (en) (VF : Diouc Koma) : Bone
- George Lopez (VQ : Sylvain Hétu) : oncle Luis
- Aaliyah Lopez (VF : Clotilde Verry) : Casey
- Elpidia Carrillo (VF : Cléo Anton) : Janet
- Lana Parrilla : Favi
- Brian Ortega : Venom
- Gabriela Flores (VF : Clotilde Verry) : Jazmin
- Noemi Gonzalez (VF : Jessica Jaouiche) : Delia
- Chelsea Rendon (VF : Kahina Tagherset) : Lupe
- Cuete Yeska (VF : Ismael Isma) : Grumpy
- Jay Reeves : Peanut
- Brendan Schaub : Negro
- Jimmy Smits : The Wizard
- Michelle Jubilee Gonzalez : Rachel (non créditée)

 Source et légende : version française (VF) sur RS Doublage
 Source et légende : version québécoise (VQ) sur Doublage.qc.ca

## Production
En juin 2018, il est annoncé que Shia LaBeouf et David Ayer vont à nouveau faire équipe pour The Tax Collector. En mai 2018, Brendan Schaub est annoncé dans un caméo. En juillet 2018, Chelsea Rendon, Cinthya Carmona, Lana Parrilla, Gabriela Flores (en), George Lopez rejoignent la distribution,,.
Le tournage débute le 16 juillet 2018 et s'achève le 16 août 2018,.

## Accueil
Le film reçoit des critiques globalement très négatives. Sur l'agrégateur américain Rotten Tomatoes, il ne récolte que 20% d'opinions favorables pour 71 critiques et une note moyenne de 3,9⁄10. Le consensus du site est « Un drame policier imposant et mal avisé, The Tax Collector ne parvient pas à accumuler beaucoup d'intérêt significatif ». Sur Metacritic, il obtient une note moyenne de 22⁄100 pour 14 critiques.
Dans The Hollywood Reporter, David Rooney écrit notamment « Il y a trop peu de profondeur pour que vous vous souciez des personnages et trop peu d'imagination au travail pour faire payer The Tax Collector ». Eric Kohn du site IndieWire donne au film la note D+.
Pour son premier week-end d'exploitation en vidéo à la demande aux États-Unis, The Tax Collector est le film le plus loué sur des plateformes FandangoNow, Apple TV, iTunes Store et Google Play et dans le Top 5 des films vus sur Prime Video. Le film se loue environ entre 1 et 2 millions de fois selon les estimations,,. Le film sort également dans 129 cinémas américains et récolte 309,694 $ au box-office. Le weekend suivant le film enregistre 203 722 $ avec 138 salles et continue de réaliser des performances en VOD (5 millions de dollars). Fin août 2020, le film reste dans le Top 5 des films les plus vus sur les plateformes de VOD et reste no 1 sur Spectrum.
Son exploitation en salles rapporte 1 325 781 $ dans le monde, dont 1 044 212 $ sur le sol américain.

## Distinction
Shia LaBeouf est nommé dans la catégorie du pire acteur dans un second rôle aux Razzie Awards 2021.

## Commentaire
Le film a des liens avec d'autres films sur lesquels a travaillé David Ayer (comme scénariste et/ou réalisateur) : Training Day (2001) d'Antoine Fuqua et Bad Times (2005). Le personnage de Bone (incarné par Cle Shaheed Sloan) apparait également dans Training Day. De plus, le gang latino des Hillside Trece est ici mentionné. Dans Training Day, Alonzo Harris deale avec ce gang, également mentionné dans Bad Times.